# Couple à cheval
Couple à cheval est une peinture à l'huile sur toile (55 × 50,5 cm) réalisée en 1906-1907 par le peintre russe Vassily Kandinsky. Elle est conservée dans le musée Lenbachhaus à Munich.

## Description
La peinture montre un cavalier, serrant tendrement une femme dans ses bras, qui passe devant une ville russe située sur la rive opposée d’une rivière. Le cheval, caparaçonné d’une étoffe somptueuse, se tient dans l’ombre sous le couvert des bouleaux, tandis que le feuillage et les murailles de la cité se reflètent en une multitude de taches de couleur illuminant l'eau.

## Analyse
Le cheval et le cavalier sont des éléments récurrents des premières compositions de Kandinsky : l'artiste avait déjà abordé ce thème en 1903 et y reviendra plusieurs fois, comme dans la Montagne Azur de 1908-1909. Kandinsky a été influencé à cette époque par la peinture post-impressionniste et surtout par le pointillisme, technique adoptée par Georges Seurat, basée sur les lois optiques de la perception des couleurs. Comme les pointillistes, Kandinsky réduit le coup de pinceau à un ensemble de petites touches de couleur pure fermement juxtaposées, obtenant un effet scintillant et réfractif sur toute la surface du tableau. Le tableau frappe par la préciosité presque orfèvre avec laquelle le pigment incruste la surface de la toile, et en même temps projette l'observateur dans l'atmosphère d'un conte de fées, une ancienne saga médiévale, non exempte d'un certain romantisme. L'élégance formelle et le « coup de fouet » de l'arbre en arrière-plan démontrent également les influences du Jugendstil que le peintre subit dans ses années munichoises.